# Anatoli Wolfowitsch Waisser
Anatoli Wolfowitsch Waisser oder (franz.) Anatoly Vaisser (russisch Анатолий Вольфович Вайсер; * 5. März 1949 in Alma-Ata) ist ein französischer Schachgroßmeister sowjetischer Herkunft.
Seit 1971, als er zum ersten Mal am Halbfinale der UdSSR-Meisterschaft teilnahm, gehörte er zu den stärkeren sowjetischen Meistern. 1977 qualifizierte er sich für das Finale der UdSSR-Meisterschaft. 1982 gewann er die RSFSR-Meisterschaft. Der Titel des Internationalen Meisters wurde ihm 1982 verliehen. Seinen größten Erfolg errang er 1983, als er beim Tschigorin-Memorial-Turnier in Sotschi gemeinsam mit Jewgeni Sweschnikow den ersten Platz belegte. 1985 erhielt er den Großmeistertitel. Turniere in Westeuropa blieben ihm allerdings bis 1987 versagt. Beim Berliner Sommer 1988 wurde er geteilter Erster zusammen mit Bogdan Lalic und Juri Balaschow.
Nach dem Zerfall der Sowjetunion emigrierte er nach Frankreich. Er wurde 1997 französischer Meister und belegte 1996 und 2001 den zweiten Platz.

Die Seniorenweltmeisterschaft gewann er 2010 in Arco, 2013 in Opatija, 2014 in Katerini und 2016 in Marienbad (2014 und 2016 jeweils in der Altersklasse 65+).
Waisser ist als Angriffsspieler bekannt. Über eine seiner Spezialitäten, den Vierbauern-Angriff in der Königsindischen Verteidigung, hat er ein Buch geschrieben.

## Nationale Mannschaft
Er vertrat Frankreich bei den Schacholympiaden 1998 in Elista und 2002 in Bled, sowie bei der Mannschaftseuropameisterschaft 1997.

## Vereine
In Mannschaftskämpfen spielt er seit 2019 für Asnières - Le Grand Echiquier, vorher spielte er bis 2006 für den Club de Echiquier Niçois, in der Saison 2006/07 für den Club de La Tour Sarrazine Antibes und von 2007 bis 2016 für den Cercle d’Echecs de Strasbourg. In den 1990er Jahren spielte Waisser für die Mannschaft von Lyon-Oyonnax, mit der er 1993 und 1994 den European Club Cup gewann. Im Jahre 1988 wurde Waisser mit dem Nowosibirsker Schachklub Sowjetischer Mannschaftsmeister, 1990 nahm er mit diesem am European Club Cup teil. In der spanischen Mannschaftsmeisterschaft spielte er 1996 für CA La Caja de Canarias. In Deutschland spielt Waisser seit 2018 für den Düsseldorfer SK 1914/25, unter anderem in der Saison 2018/19 in der 1. Bundesliga.

## Werke
- Anatoli Vaisser: Beating the King's Indian and Benoni. Batsford, London 2003, ISBN 0-7134-8022-X (englisch, Neuauflage).